# Wapiti Ridge (Wyoming)
Wapiti Ridge ist ein prominenter Berg im Shoshone National Forest im Nordwesten des US-Bundesstaates Wyoming. Der höchste Gipfel der Wapiti Ridge hat eine Höhe von 3710 m,  ist der höchste Punkt der südwestlichen Absaroka Range in den Rocky Mountains und gehört mit einer Schartenhöhe von 758 m zu den prominentesten Bergen in Wyoming.

## Belege
1. ↑  Wapiti Ridge : Climbing, Hiking & Mountaineering : SummitPost. Abgerufen am 8. Januar 2021.
2. ↑  Wapiti Ridge - Peakbagger.com. Abgerufen am 8. Januar 2021.